# Kollegiatstift Strelitz
Das Kollegiatstift (lateinisch Collegium Canonicorum) war ein Kanonikerstift in Strelitz im 14. und 15. Jahrhundert.

## Lage
Das Kollegiatstift befand sich an der St. Marienkirche in Strelitz an der südlichen Grenze Mecklenburgs zu Brandenburg. Es sind keine Baulichkeiten erhalten, die Kirche wurde 1945 zerstört und danach durch die St. Georgs-Kirche ersetzt.

## Geschichte
Historische Erwähnungen
Aus den Jahren 1355, 1366 und 1417 sind Nachrichten über das Kollegiatstift in Strelitz erhalten. 1366 erhielt es das Präsentationsrecht für die Pfarre in Grünow zu zwei Dritteln, das Zisterzienserinnenkloster Wanzka zu einem Drittel. 1417 wurden ein Dekan, ein Thesaurar und ein Scholaster erwähnt, dazu ist das Konventssiegel erhalten.
Interpretationen
1348 wurde die Grafschaft Fürstenberg im Herzogtum Mecklenburg gebildet. Diese bestand aus einem Gebiet um Fürstenberg an der Havel (das 1349 Stadtrecht erhielt) und Strelitz. Bald darauf wurde wahrscheinlich das Kollegiatstift gegründet, offenbar durch Graf Otto von Fürstenberg. Es diente vor allem repräsentativen Zwecken und war ein Ausdruck von Wohlstand und Bedeutung der Stadt und des Herrschaftsbereichs. In Mecklenburg gab es sonst nur noch das Domstift in Schwerin sowie Kollegiatstifte in Rostock St. Jakob, Güstrow und Bützow.
Die Hauptaufgabe des Kollegiums war die Gestaltung der regelmäßigen Messen und die bauliche und wirtschaftliche Unterhaltung der Kirche. Die Chorherren gehörten keinem Orden an und wohnten wahrscheinlich in getrennten Häusern in der Stadt oder der Umgebung. Sie mussten sich aber regelmäßig zum gemeinsamen Gebet und zu Kapitelssitzungen treffen.
1514 bestand das Stift an St. Marien wahrscheinlich nicht mehr.